# 重松路威
重松 路威（しげまつ ろい、1980年8月23日 - ）は、日本の起業家、実業家、投資家。AI企業のニューラルグループの創業者・社長。

## 来歴
東京大学工学部卒業。東京大学大学院工学系研究科修士課程修了。2006年にマッキンゼー・アンド・カンパニーに入社、2010年からのベインキャピタルでのPE投資経験を経て、2016年にはマッキンゼーのパートナーに就任。マッキンゼーでは東京支社、独フランクフルト支社、米シカゴ支社での勤務を経験。2018年1月、37歳でニューラルグループ（当時の社名はファッションポケット、後にニューラルポケット）を創業。人工知能（AI）を用いた画像解析でスマートシティ構想に取り組む。創業からわずか2年7カ月の2020年8月20日に東証マザーズ（現：東証グロース）に上場。
2021年1月より東京大学大学院工学系研究科工学部アドバイザリー・ボードのメンバー。2023年11月より、経済同友会会員。

## 著書
IoTエコシステムで競争優位を築く法、ダイヤモンド社 ハーバード・ビジネス・レビュー 第42巻第6号、2017年